# Conférence internationale pour les énergies renouvelables
La Conférence internationale pour les énergies renouvelables est une conférence organisée du 1er juin au 4 juin 2004, à Bonn, en Allemagne par différents pays membres de l'ONU, à la suite du Sommet mondial sur le développement durable de Johannesburg, en Afrique du Sud. 

## Thèmes abordés
La conférence devait se pencher sur la question de savoir : "comment augmenter de façon importante la proportion des énergies renouvelables utilisées dans les pays industrialisés et en voie de développement, et comment leurs avantages et leur potentiel peuvent être mieux utilisés ?"
Pour tenter d'y répondre, la conférence s'est donc concentrée sur les trois thèmes suivants:
- création d'un système de travail politique permettant le développement du marché des énergies renouvelables.
- l'augmentation des financements publics et privés de façon à assurer une demande pour les énergies renouvelables.
- développement des capacités humaines et institutionnelles, et coordination et intensification de la recherche et du développement.

### Lien et documents externes
- (en) Site officiel de la Conférence